# 三街街道
三街街道，是中华人民共和国黑龙江省鹤岗市东山区下辖的一个乡镇级行政单位。

## 行政区划
三街街道下辖以下地区：
新兴社区和公助街社区。